# Cirfontaines
Ne doit pas être confondu avec Cirfontaines-en-Ornois ou Cirfontaines-en-Azois.
Cirfontaines, également Cirfontaine, est une ancienne commune française du département du Calvados intégrée à Marolles en 1825.

## Toponymie
Le nom de la localité est attesté sous les formes Sirefontane (1195) ; Cirofons (1198) ; Sirofons, Sirefontaine (XIVe siècle) ; Syrefontene (XIVe siècle) ; Cirfontaine (XVIIIe siècle).

Le village doit son nom aux nombreuses sources qui jaillissent du sous-sol.

## Histoire
La commune est réunie à Marolles, par l'ordonnance du 1er septembre 1825.

## Démographie
| 1793 | 1800 | 1806 | 1821 |
| ---- | ---- | ---- | ---- |
| 134  | 109  | 136  | 102  |

## Lieux et monuments
- Ancien presbytère (XVIe siècle).